# Before I Forget
«Before I Forget» (з англ. «Поки Не Забуду») — сингл американського метал-гурту Slipknot з їхнього третього студійного альбому Vol. 3: The Subliminal Verses. Після номінування колективу протягом шести років поспіль, вони нарешті отримали свою першу нагороду Ґреммі за найкраще метал-виконання. Також пісня включена в концертний альбом «9.0: Live», диск 1.

## Відеокліп
Кліп на пісню Before I Forget зняли у квітні 2005 року і показали публіці 12 травня того ж року. У відео музиканти вирішили продовжити лінію кліпу Vermilion, де група постає в масках, що зображують їх особи, і знялися у відеокліпі без звичних масок і комбінезонів. У кліпі музиканти представлені без масок і у звичному для себе одязі, але їхні обличчя не показано, камера відображає окремі частини обличчя, наприклад очі або рот. Маски групи можна побачити лежачими або підвішеному біля учасників Slipknot. У відео інструменти музикантів відображаються частіше, ніж їхні обличчя.

## Список композицій
7" Vinyl part 1
| #  | Назва                          | Тривалість |
| -- | ------------------------------ | ---------- |
| 1. | «Before I Forget» (Single Mix) | 3:37       |
| 2. | «The Blister Exists» (Live)    | 5:19       |

7" Vinyl part 2
| #  | Назва                                      | Тривалість |
| -- | ------------------------------------------ | ---------- |
| 1. | «Before I Forget» (Full-Length Single Mix) | 4:23       |
| 2. | «Three Nil» (Live)                         | 4:55       |

US Promo CD
| #  | Назва                                      | Тривалість |
| -- | ------------------------------------------ | ---------- |
| 1. | «Before I Forget» (Single Mix)             | 3:37       |
| 2. | «Before I Forget» (Full-Length Single Mix) | 4:23       |

EU Promo CD
| #  | Назва                          | Тривалість |
| -- | ------------------------------ | ---------- |
| 1. | «Before I Forget» (Single Mix) | 3:37       |

## Цікаві факти
- Before I Forget стала саундтреком до гри MotorStorm на PlayStation 3.
- Before I Forget — одна з пісень, яку можна виконати в грі Guitar Hero III: Legends of Rock, а також в Rock Band 3 [Архівовано 16 квітня 2016 у Wayback Machine.]
- Прабатьками пісні Before I Forget є пісня Carve, присутня на невиданому альбомі Crowz, вийти він повинен був 1997 року.

## Чарти
| Чарти (2005)                              | Найвища позиція |
| ----------------------------------------- | --------------- |
| Велика Британія (Official Charts Company) | 35              |
| UK Rock & Metal (OCC)                     | 3               |
| США (Alternative Songs) (Billboard)       | 32              |
| США (Mainstream Rock) (Billboard)         | 11              |

## Сертифікації
| Регіон                                                      | Сертифікація | Продажі   |
| ----------------------------------------------------------- | ------------ | --------- |
| Португалія (AFP)                                            | Золотий      | 20 000    |
| Велика Британія (BPI)                                       | Золотий      | 400 000   |
| США (RIAA)                                                  | Платиновий   | 1 000 000 |
| продажі+прослуховування, що базуються лише на сертифікаціях |              |           |